# Одзонэ, Макото
Макото Одзонэ (яп. 小曽根真 Одзонэ Макото, род. 25 марта 1961) — японский джазовый пианист.
Начал играть на органе в возрасте двух лет, в семь стал осваивать фортепиано. В молодом возрасте играл в клубе, владельцем которого был его отец, тоже пианист. Увлёкся джазом, посетив концерт Оскара Питерсона: стал снимать и копировать его импровизации; в то же время продолжал заниматься классической музыкой. В возрасте 19 лет приехал в Бостон, поступил в музыкальный колледж Беркли. В 1982 году вошёл в состав квартета Гэри Бёртона, декана джазового отделения колледжа. С этого момента начинается длительное их сотрудничество.
Одзонэ много сотрудничал с певицей Кимико Ито. Они выступали дуэтом на джазовом фестивале в Монтрё. Также Одзонэ спродюсировал её альбом Kimiko, который в 2000 году завоевал гран-при журнала Swing Journal.
С 2010 года Одзонэ является приглашённым профессором, преподающим курс джаза в Музыкальном колледже Кунитати.

## Дискография
- Makoto Ozone (1984)
- Real Life Hits (1985)
- After (1986)
- Now You Know (1987)
- Starlight (1990)
- Face to Face (1993, с Гэри Бёртоном)
- Breakout (1994)
- Nature Boys (1995)
- The Trio (1997)
- Three Wishes (1998)
- Dear Oscar (1999)
- Wizard of Ozone (2000)
- Pandora (2001)
- So Many Colors (2001)
- Walk Alone (2004)
- Real (2006)
- Duet (2006)
- Haiku (2011, с Анной Марией Йопек)